# بول أوستريكر
بول أوستريكر (بالألمانية: Paul Oestreicher)‏ (وُلد في 29 سبتمبر 1931، في بلدة ماينينغن) كان كاهنًا أنجليكانيًا، ومنتميًا إلى الكويكرز، وناشطًا في مجال حقوق الإنسان.

## الحياة والعمل
اضطر أفراد عائلته إلى مغادرة منزلهم في ألمانيا بعد فترة قصيرة من بدء المدرسة في عام 1938، بسبب أصل والده اليهودي، طبيب الأطفال بول أوستريكر (1896-1981). وجدوا اللجوء في نيوزيلندا في عام 1939، حيث نشأ. درس العلوم السياسية والأدب الألماني في جامعة أوتاغو وجامعة فيكتوريا في ويلينغتون في نيوزيلندا في الفترة الممتدة بين عامي 1949 و1955، واستكمل درجة الماجستير مع أطروحة عن تاريخ الاعتراض الضميري في الحرب العالمية الثانية في نيوزيلندا (1955). كان رئيس تحرير لصحيفة الطلاب وناقدًا في أثناء وجوده في جامعة أوتاغو. انتقل بعد ذلك إلى جامعة بون للحصول على زمالة ألكسندر فون هومبولت البحثية التي تبلغ مدتها عامين لدراسة المسيحية والماركسية بإشراف الأستاذ هيلموت غولويتزر. تدرب ككاهن أنجليكاني في كلية لنكولن اللاهوتية بين عامي 1956 و1958، قبل أن يمضي عامي 1958 و1959 ضيفًا راعيًا مساعدًا في الكنيسة البروتستانتية الألمانية في روسلشايم في مقاطعة هسن-ناساو، بدعوة من رئيس الكنيسة مارتن نيمولر.
رُسم شماسًا في كاتدرائية القديس بولس في لندن في عام 1959، وكاهنًا بعد ذلك بعام. خدم بصفته راعي أبرشية في كنيسة الثالوث المقدس، دالستون في شرق لندن، ودرّبه الكاهن ستانلي إيفانز، عضو مؤسس للحركة الاشتراكية المسيحية، المعروفة الآن باسم «مسيحيون على اليسار». كان منتجًا للبرامج الخاصة في قسم الإذاعة الدينية في بي بي سي منذ عام 1961 وحتى عام 1964، وفاز بجائزة الإذاعة الأمريكية عن برنامج حول الإجهاض.
كان أمينًا للجنة الاستشارية للعلاقات بين الشرق والغرب التابعة للمجلس الثقافي للكنائس البريطانية منذ عام 1964 وحتى عام 1969، واستمر في هذا الدور بصفة فخرية حتى عام 1985. لعب دورًا نشطًا في وقت مبكر في مؤتمر السلام المسيحي (براغ) وانتُخب لعضوية لجنته التنفيذية في عام 1964. طُرد من السلطة التنفيذية في عام 1968 بسبب نقده السياسات السوفييتية. قال إن «أبرشيته» امتدت من برلين الشرقية إلى فلاديفوستوك، وقام بـ77 زيارة رعوية إلى ألمانيا الشرقية قبل سقوط جدار برلين.
كان عضوًا في السينودس العام لكنيسة إنجلترا في الفترتين 1970-1981 و1995-1997.
عُيّن كاهن أبرشية كنيسة الصعود في بلدة بلاكهيث منذ عام 1968 وحتى عام 1981، من قبل جون روبنسون (أسقف وولويتش). خلال هذا الوقت، عيّن الشماسة إلسي بيكر لقيادة العمل الرعوي الخاص بالأبرشية، قبل فترة طويلة من رسامة المرأة إلى الكهنوت. رسمتها كنيسة إنجلترا في النهاية في عامها الخامس والثمانين. كان أوستريكر عضوًا مؤسسًا في حركة رسامة المرأة.
دُعي بصفته الشخصية عام 1974 من قبل وزير العدل في ألمانيا الغربية، وعائلات السجناء، إلى المساعدة في وضع حد لإضراب طويل الأمد عن الطعام من قبل أعضاء جماعة الجيش الأحمر المسجونين، والذي أدى إلى وفيات داخل السجون وخارجها، بدافع الانتقام. استلزم ذلك التوسط بين النائب العام سيغفريد بوبك والسجناء. على الرغم من نجاح هذه المهمة جزئيًا، فهي لم تمنع الوفيات اللاحقة لسجناء جماعة الجيش الأحمر البارزين.
كان أيضًا مدير قسم الشؤون الدولية في مجلس الكنائس البريطاني منذ عام 1981 وحتى عام 1985. كجزء من هذا العمل، شارك بنشاط في حركة مناهضة الفصل العنصري بالتعاون مع مجلس كنائس جنوب أفريقيا. لاحقًا، وبناءً على دعوة من ديزموند توتو، ساعد في إنهاء النزاع المسلح بين المؤتمر الوطني الأفريقي وحزب حرية إنكاتا الذي أسسه مانغوثو بوتيليزي. أصبح خلال هذه الفترة عضوًا في جمعية الأصدقاء. قدم مساهمة كبيرة في عمل صندوق درسدن، الذي جمع الأموال في المملكة المتحدة لإعادة بناء كنيسة فراونكرتش في درسدن.

## وصلات خارجية
- http://www.guardian.co.uk/profile/pauloestreicher
- Works on and by Oestreicher in the مكتبة ألمانيا الوطنية